# Capsula di spumante

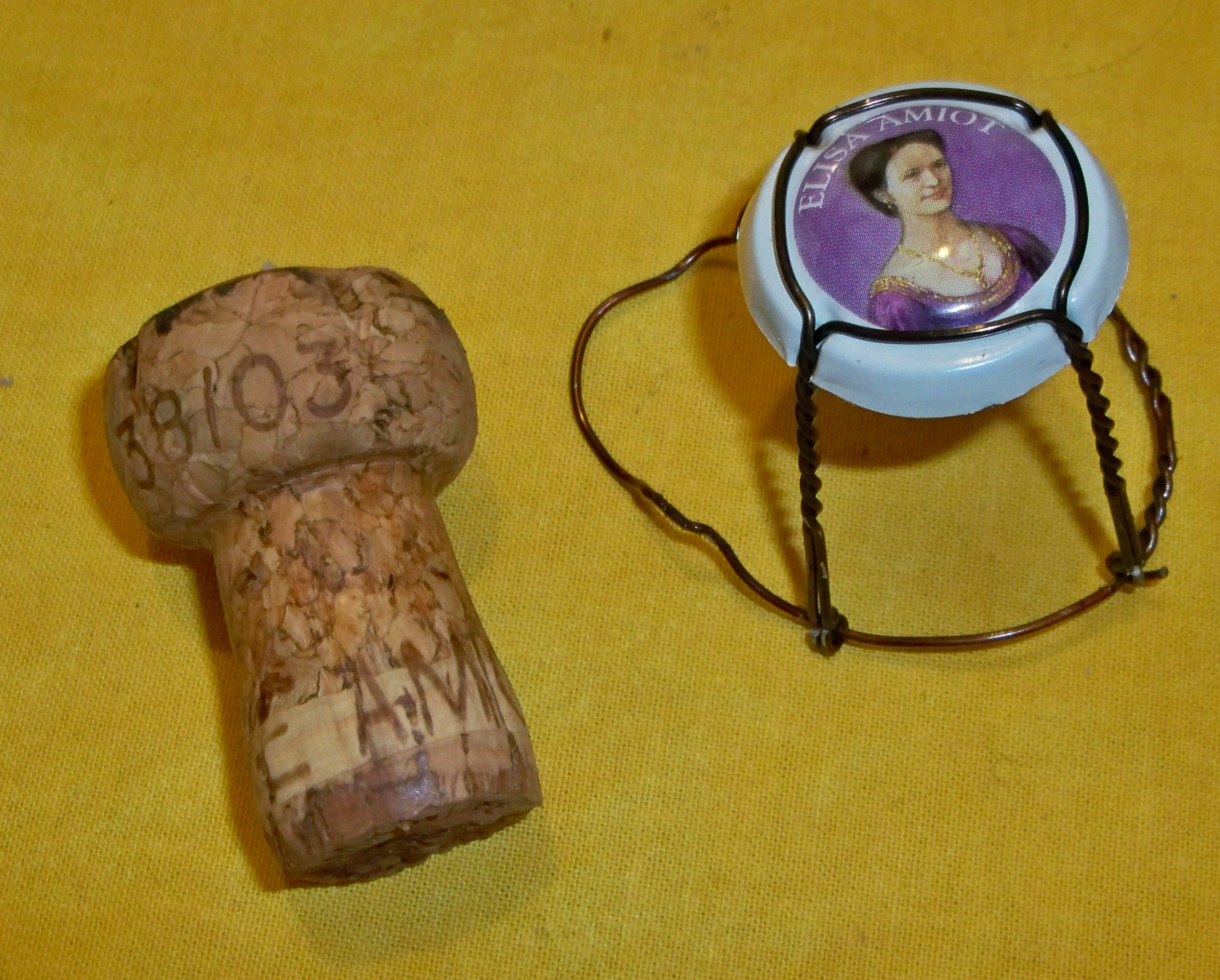
Tappo di sughero e gabbietta con capsula

Una capsula di spumante è il dischetto metallico che si trova nella parte alta della gabbietta che trattiene i tappi delle bottiglie di spumante, dei vini frizzanti e di alcune birre.
Molti produttori di vini sono soliti far personalizzare le capsule con il proprio logo o con un'immagine legata al mondo dell'enologia, e nel corso degli anni ne sono stati prodotti migliaia di tipi diversi, caratterizzati da una grafica sempre più accattivante, tanto che gradualmente sono diventati ricercati oggetti da collezione, e gli appassionati sono decine di migliaia in tutto il mondo, in particolar modo nei Paesi maggiori produttori di vini, quali la Spagna, la Francia, e, in tempi più recenti, l'Italia. 

## Storia

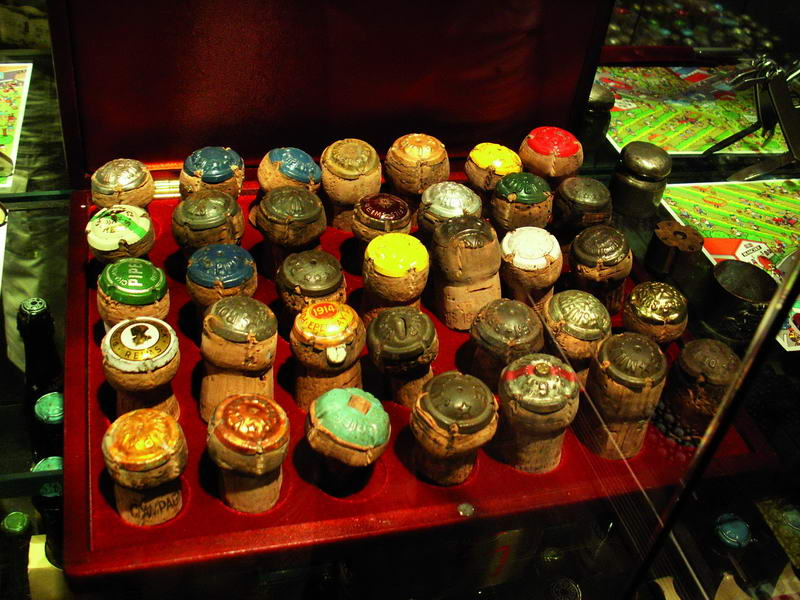
Antichi tappi di champagne con rare capsule

Il problema della chiusura delle bottiglie di champagne esisteva già ai tempi di Dom Pérignon (1638-1715), considerato lo scopritore del metodo per rendere spumeggiante il vino. Fino ad allora, siamo alla fine del Seicento, le bottiglie erano tappate con cavicchi di legno coperti di stoppa imbevuta d'olio e poi sigillati con la cera, ma questo sistema era tutt'altro che efficace, non tratteneva il gas ed era decisamente insufficiente a contrastare la pressione che si sviluppa nell'interno, per cui molte bottiglie "perdevano". Si ebbe allora l'idea di utilizzare dei tappi in sughero per tappare le bottiglie, ma si dovette ben presto imbrigliare rigidamente i tappi, con delle cordicelle di canapa annodate a mano, perché non saltassero sotto la pressione del gas naturale del vino. Il lavoro dei legatori era molto difficoltoso e richiedeva un grande sforzo, e vennero inventati diversi tipi di strumenti e macchine per agevolare il loro lavoro.
Per una maggior garanzia di tenuta, alcuni negozianti completavano la legatura con uno o due fili di ferro attorcigliati, che venivano fissati con l'aiuto di apposite pinze cesoie. Tuttavia questo fissaggio metallico presentava delle difficoltà al momento di stappare le bottiglie, bisognava infatti tagliarlo con una pinza speciale o con un uncino di ferro, strumenti che spesso erano offerti in regalo dai negozianti ai loro clienti.
Il lavoro per applicare la legatura di spago ed il rinforzo di filo di ferro era però lungo, difficoltoso e costoso. Si cercò quindi di perfezionare il filo di ferro preformandolo, dandogli cioè una forma che ne facilitasse l'applicazione sul tappo ed il fissaggio sulla bottiglia: nacque così la gabbietta. 
Sappiamo, da un vecchio catalogo H. Hemart et Lenoir, costruttori ad Epernay, che le prime gabbiette furono fabbricate intorno al 1881 o pochi anni prima. Erano inizialmente delle gabbiette molto semplici, a tre o quattro montanti, con un piccolo foro al centro, che venivano posate direttamente sul tappo o talvolta con una piccola placca di stagno posta tra la gabbietta e la parte superiore del tappo.
A questo punto entra in scena Adolphe Jacquesson (1800-1876), un produttore di Champagne di Châlons en Champagne, che il 5 luglio 1844 deposita il brevetto di una placca di lamierino fustellata e preformata, liscia o con impresso in rilievo la parola "Champagne", che consentiva di coprire meglio e di abbellire il tappo, dimostrandosi ben presto la soluzione vincente.
La capsula permetteva di fissare saldamente il tappo assicurando un'ottima tenuta, era valida esteticamente e si poteva decorare con i simboli ed i marchi del produttore. La forma della gabbietta si modificò nuovamente, il piccolo foro centrale fece posto ad un foro rotondo più grande nel quale veniva fissata la placca, che iniziò ad essere stampata con quattro scanalature sul perimetro, per alloggiare saldamente i montanti: era la forma attuale delle gabbiette, che non è più stata cambiata. 
Agli inizi del 900 molti produttori utilizzavano già delle capsule personalizzate: erano molto semplici, con solamente il nome stampato in rilievo sulla placchetta metallica, ma erano considerate sinonimo di qualità e ben presto si cercò di renderle più interessanti dal punto di vista estetico.
Fu proprio la ditta Cortellazzi (1952) di Marmirolo a produrre per prima in Italia le gabbiette metalliche, l'idea geniale di Adolphe Jacquesson che risolveva una volta per tutte il problema dell'imbottigliamento del vino frizzante: la perdita dell'effervescenza attraverso il tappo.
I Fratelli Cortellazzi, Otello ed Evangelista, titolari di una bottega artigiana che iniziò la sua attività dedicandosi alla lavorazione del ferro, si specializzarono in seguito nella fabbricazione delle gabbiette per spumanti, mettendo a punto una prima macchina per la produzione di tali componenti partendo da un unico filo metallico (monofilo).
Verso il 1920 si iniziò a ricoprire il lamierino zincato con una vernice a smalto colorata (i colori più usati furono il verde, il rosso, il blu e il bianco) e, verso il 1940, iniziarono ad essere diffuse le capsule serigrafate e litografate in 4 colori (in realtà già nel 1906 la Pol Roger, nota Maison francese di champagne, aveva utilizzato delle capsule stampate in litografia). L'evoluzione delle tecniche di stampa su metallo ha fatto sì che venissero prodotte capsule sempre più belle, decorate con simboli, marchi, figurazioni attraenti e di prestigio, tanto da divenire ben presto oggetto di collezione tra gli appassionati: alcune capsule infatti sono delle vere e proprie opere d'arte!

## Collezionismo

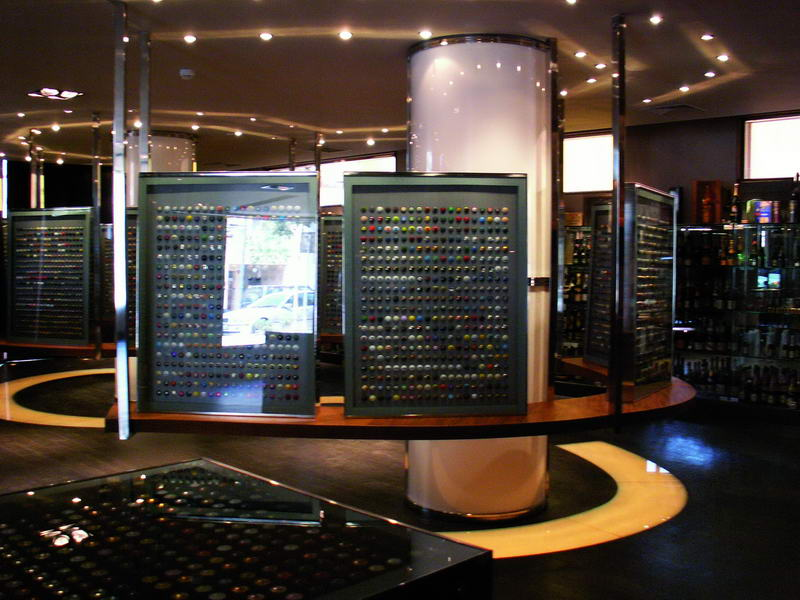
Museo della Capsula (S. Feliu de Guixol, Barcellona)

Il numero esatto delle capsule diverse di champagne e vini frizzanti che sono state prodotte è impossibile da determinare con precisione, ma si stima che siano diverse decine di migliaia. La parte del leone la fanno Spagna e Francia, ognuno dei quali ha prodotto circa 40.000 capsule diverse, seguiti dall'Italia, la cui produzione raggiunge circa 12.000 capsule diverse.
La passione per il collezionismo delle capsule nasce in tempi relativamente recenti, agli inizi degli anni '80: fino ad allora collezionare, o meglio, semplicemente raccogliere capsule, era del tutto sporadico e frutto più che altro dell'aver conservato i tappi con relative gabbiette di qualche bottiglia aperta in occasioni particolari. Fu nei primi anni '80 che una decina di appassionati, nella regione della Champagne in Francia, iniziarono a guardare con maggior interesse questi dischetti colorati, andando a cercare le vecchie bottiglie dimenticate in cantina, raccogliendole nei bar e ristoranti, chiedendole ad amici e conoscenti, ovunque si brindasse con le bollicine, iniziando quindi a scambiarsele e a catalogarle.
La passione si diffonde ben presto a macchia d'olio, contagiando il resto della Francia, la Spagna, l'Italia e successivamente altri Paesi europei, parallelamente alla produzione locale di vini spumanti.
Oggi si trovano collezionisti di capsule anche negli Stati Uniti d'America, in Australia, Nuova Zelanda, Sud Africa, Cile, Argentina, Brasile, Messico... tutti Paesi che hanno conosciuto, in anni recenti, un notevole incremento di interesse per la produzione e il consumo di vino spumante.
Si stima che nel mondo i collezionisti di capsule siano circa 200.000, 45.000 dei quali in Spagna, 55.000 in Francia, e 5.000 in Italia, dove il fenomeno collezionistico sta vivendo un momento felice e nuovi appassionati si aggiungono ogni giorno.
In Francia, intorno al 1990, viene pubblicato il primo catalogo e nascono le prime associazioni di collezionisti, che si espandono, qualche anno dopo, prima in Spagna e subito dopo in Italia. Grazie a queste associazioni spontanee, vedono la luce anche i cataloghi delle capsule spagnole, italiane ed internazionali. Strumenti indispensabili per chi vuole organizzare la propria collezione, i cataloghi facilitano gli scambi ed offrono un'indicazione di base della rarità delle varie capsule.
Il collezionismo delle capsule ha influenzato positivamente l'atteggiamento dei maggiori produttori di vini, che diversificano con sempre maggior frequenza la grafica delle loro capsule, spesso assegnandone una diversa ad ogni tipologia di vino o riportando l'anno della vendemmia. In anni recenti sono apparse capsule speciali, in metalli preziosi e in tirature limitate o numerate, per celebrare eventi significativi o cuvée speciali.
In contemporanea all'evoluzione del collezionismo, si è manifestata anche una crescente offerta da parte di negozi e ditte specializzate, che offrono capsule e materiale specifico per organizzare al meglio le collezioni, quali raccoglitori, vassoi a scomparti, scatole, ecc. Nel corso dell'anno si svolgono numerose mostre, eventi ed incontri per appassionati, organizzati dalle varie associazioni, ed in Spagna esiste anche un Museo della Capsula a S.Feliu de Guixol, nei pressi di Barcellona.

## Il collezionismo in Italia
Le capsule italiane più rare e ricercate sono quelle in acciaio, anonime o con scritte in rilievo, prodotte negli anni venti del secolo scorso. Le prime capsule furono predisposte dalla ditta Valsecchi ed erano tranciate e piegate a mano. L'azienda produsse capsule per diverse grosse aziende, quali Cinzano, Gancia, Antinori, ecc., fino al 1970, anno in cui cessò ogni attività.
Nella seconda metà del novecento l'avvento dei nuovi processi grafici, la serigrafia (l'inchiostro attraverso un tessuto finissimo viene trasferito sul foglio di lamiera) e la litografia (trasferimento del cliché da pellicola al foglio di banda stagnata), rivoluzionano il modo di produrre le capsule. È del 1962 la prima capsula italiana litografata.
Oggi che l'abbattimento dei costi è diventata necessità primaria, la più importante produttrice mondiale di capsule, la ICAS, affianca alla tecnologia tradizionale quella digitale. Questa metodica consente di stampare piccole serie di capsule, ridurre drasticamente i costi e stampare immagini particolarmente elaborate.
Il primo catalogo delle capsule italiane ha visto la luce nel 1998, grazie alla passione di Renato Procacci, uno dei pionieri di questo tipo di collezionismo. Dopo 5 edizioni, i diritti di pubblicazione del catalogo sono stati ceduti al Club Collezionisti Capsule, in breve CCC, l'associazione che dal 1997 raggruppa molti appassionati di questo tipo di collezionismo.